# Президентские выборы на Коморских островах (2019)
Досрочные президентские выборы 2019 года в Союзе Коморских островов прошли 24 марта. Второй тур планировался на 21 апреля, однако президент Азали Ассумани был переизбран уже в первом туре.

## Избирательная система и предвыборная обстановка
До 2018 года президент Комор избирался на ротационной основе между тремя основными островами Союза Ндзуани, Гранд-Комор и Мохели. На выборах 2010 года избирался представитель Мохели, на следующих выборах 2016 года был избран представитель Гранд-Комор Азали Ассумани. На следующих после 2016 года выборах президентом должен был стать кандидат с острова Ндзуани.
Однако, в ходе Конституционного референдума 2018 года избиратели одобрили отмену ротационной системы и установление выборов по системе абсолютного большинства в два тура. Референдум привёл к волнениям на острове Ндзуани, которые через нескольких дней были подавлены армией.
Изменение Конституции позволило президенту Ассумани выдвигаться на второй срок.

## Результаты
| Кандидат                             | Партия                               | Голосов | %     |
| ------------------------------------ | ------------------------------------ | ------- | ----- |
| Азали Ассумани                       | Конвент за возрождение Комор         | 96 635  | 60,77 |
| Махамуд Ахамада                      | беспартийный                         | 23 233  | 14,62 |
| Муиньи Барака Саид Соилих            | беспартийный                         | 8 851   | 5,57  |
| Мохамед Соилих                       | беспартийный                         | 6 110   | 3,84  |
| Амиду Карииля                        | беспартийный                         | 3 880   | 2,44  |
| Фахми Саид Ибрагим                   | беспартийный                         | 3 782   | 2,38  |
| Ассани Амади                         | беспартийный                         | 3 576   | 2,25  |
| Саид Лярифу                          | беспартийный                         | 3 368   | 2,12  |
| Ашмет Саид                           | беспартийный                         | 3 326   | 2,09  |
| Ибрагим Али Мзимба                   | беспартийный                         | 2 185   | 1,38  |
| Али Мхаджи                           | беспартийный                         | 1 484   | 0,93  |
| Саид Джафар Эльмасели                | беспартийный                         | 1 474   | 0,93  |
| Салим Саади                          | беспартийный                         | 1 104   | 0,69  |
| Недействительных/пустых бюллетеней   | Недействительных/пустых бюллетеней   | 7 439   | -     |
| Всего                                | Всего                                | 166 447 | 100   |
| Зарегистрированных избирателей/ Явка | Зарегистрированных избирателей/ Явка | 309 137 | 53,84 |
| Источник: CENI (недоступная ссылка)  |                                      |         |       |